# Klimopplein

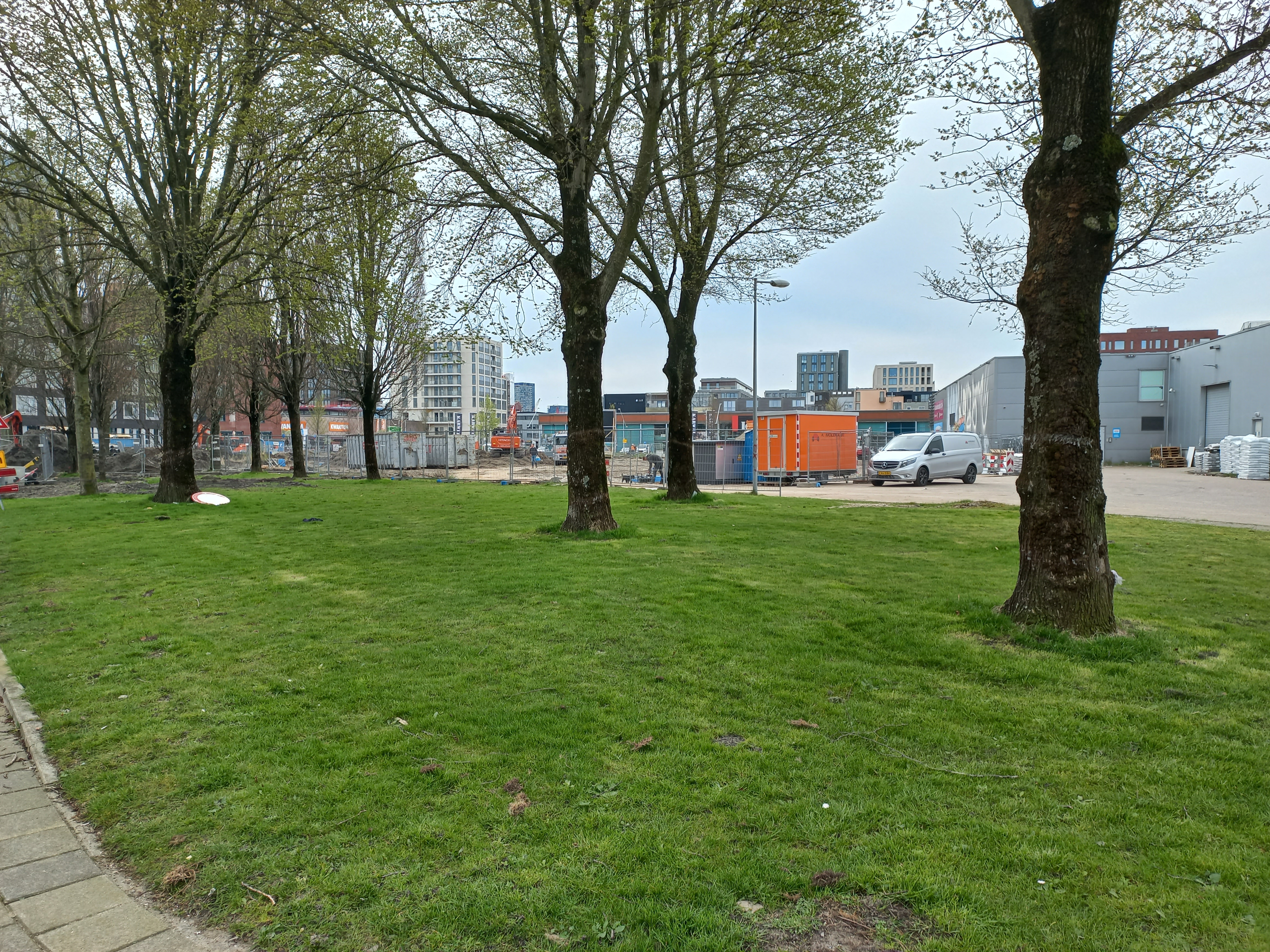
Klimopplein in ontwikkeling (maart 2024)

Het Klimopplein is een plein in Amsterdam-Noord.
Het plein is afgesnoept van de Klimopweg, die op 19 juli 1933 al haar naam kreeg, maar die steeds weer geherdefinieerd moest worden. Het plein maakt deel uit van een bedrijvengebied dat onderdak bood aan toeleveranciers en afnemers van de Nederlandsche Dok en Scheepsbouw Maatschappij (NDSM). Toen dat bedrijf in 1979 werd opgeheven bleef het nog een aantal jaren een bedrijvengebied. Het voormalige NDSM-terrein werd begin 21e eeuw herontwikkeld tot een wijk die meer gericht was op de combinatie woningen en kleine bedrijven. Dat gebied breidde steeds verder noordwaarts uit tot de Klaprozenweg. Ook die door de mens gemaakte barrière werd geslecht en voor de jaren twintig van de 21e eeuw liggen sinds 2021 al plannen klaar voor herontwikkeling van de buurt ten noorden van de Klaprozenweg. Een van de eerste maatregelen was een nieuwe plattegrond bij de inrichting van de nieuwe woon/winkelwijk. Een groen deel van wat de Klimopweg was kreeg een nieuwe bestemming als plein. Het plein heeft in 2024 de vorm van een trapezium, dat kwam te liggen op een afgesneden hoek van de voormalige Klimopweg. Vanaf 2023 werd er flink gebouwd rondom het plein.
Zowel straat als plein zijn vernoemd naar de klimop. Amsterdam kent ook nog het Klimopstraatje. Dat steegje in Amsterdam-Centrum is niet vernoemd naar de klimop, maar naar een al lang verdwenen steile brug (Climopsbrug). 